# Gli orrori della Siberia
Gli orrori della Siberia è un romanzo d'avventura, scritto da Emilio Salgari nel 1900.

## Trama
La vicenda si svolge in Siberia nel XIX secolo.
27 dicembre 1812. L'ex colonnello del reggimento Finlandia Sergio Wassiloff, polacco trentaseienne nato a Varsavia, e il giovane Ivan Sandorf, studente di Odessa, entrambi esiliati per motivi politici, giungono in piroscafo, scortati da molti cosacchi, a Tobol'sk, da dove i forzati a vita iniziano la marcia a piedi verso la Siberia. Interrogati dall'ispravnik, il capo della polizia, i due sono accusati di essere nichilisti, ossia membri di una setta che lotta per liberare gli slavi dal dominio russo a cui sono soggetti; i due negano, in particolare perché Wassiloff è preoccupato anche per l'amata sorella Maria Fedorovna, ma ad entrambi sono state trovate carte compromettenti. Con la speranza che la sete li induca a dichiararsi colpevoli, l'ispravnik li rinchiude in uno stanzino ove la temperatura è ardente e gli vengono date da mangiare aringhe salatissime; ma vedendo come i due non cedano e capendo che è inutile continuare a torturarli, li fa dissetare e ordina che l'indomani si uniscano alla colonna di forzati in marcia verso la Siberia, e poiché la colonna è già in marcia da tempo, la devono raggiungere in slitta, trasportati da un gruppo di cosacchi.
Il viaggio dalla desolata regione detta Baraba, attraversata solo dalla Wladimirka, la strada che conduce i forzati verso la Siberia, dove questi lavorano pressoché in schiavitù e in terribili condizioni nelle miniere. La notte successiva, i due pernottano presso il falò di un certo Bogadoroff, un pellegrino che gira per la Russia in cerca di fondi per la chiesa del suo villaggio. Wassiloff scopre che il pellegrino è polacco, e proviene dallo stesso villaggio, Ostrog, dove è rifugiata la sorella; gli dona dunque di nascosto un anello che vale mille rubli e lo incarica di informare la sorella, ancora ignara, che è stato esiliato. Il viaggio continua verso la città di Tomsk, dove però vengono assaliti da una banda di predoni kirghisi. Quando giungono a Tomsk, la catena dei forzati (così detta perché gli sciagurati camminano incatenati tra loro mani e piedi) è già ripartita; la superano e proseguono fino alla tappa successiva (per tappe si intendono le baracche dove i forzati vengono fatti riposare, spesso ammassati in spazi così angusti che devono dormire l'uno sull'altro). Qui scoprono che la catena è comandata dal capitano Vladimiro Baunje, un polacco che Wassiloff salvò dalla morte durante una battaglia. Fingendo la massima severità, Baunje si adopera in realtà per alleviare le sofferenze dei forzati, giungendo talvolta anche a favorirne la liberazione, e promette aiuto anche a Wassiloff. Giunge alla tappa anche la catena, composta da centinaia di prigionieri, delinquenti comuni e politici, e anche da molti dei loro familiari, donne e bambini che hanno scelto di seguirne la sorte in Siberia; i forzati camminano a volte per migliaia di chilometri, tra le torture dei cosacchi, i supplizi del freddo d'inverno e i morsi dei tafani in estate. I due amici sono trasferiti nella tappa, dove Ivan vorrebbe ribellarsi alle inumane condizioni di vita: ne nasce una lotta con un cosacco, che viene interrotta solo dall'intervento di Baunje, che li fa incatenare come gli altri prigionieri. Dopo una lunga marcia, durante la quale Baunje fornisce ai due del cibo di nascosto, la catena giunge alla città di Irkutsk; Baunje è però obbligato a ripartire in quanto condurrà una nuova catena, e Ivan e Wassiloff sono destinati alla miniera aurifera di Algasithal dove sono costretti a lavorare sotto la minaccia delle fruste. I due parlano tra loro in inglese per non farsi intendere dai sorveglianti, ma così facendo entrano anche in contatto con un altro prigioniero, un ingegnere finlandese di nome Alexis Storn, che rivela loro la presenza di un passaggio segreto verso l'esterno e parla di una possibile fuga.
Passano due mesi, e dopo che Wassiloff litiga con una guardia si decide di tentare la fuga: l'ingegnere, Wassiloff, Ivan e altri ergastolani cercano di scappare nottetempo passando da un pozzo abbandonato, ma vengono scoperti e condotti in cella in attesa della punizione. In cella, nascosto nel pane, Wassiloff riceve un biglietto firmato V. B., in cui si dice che la giovane sorella Maria è arrivata e veglia su di lui. La giovane, appena ricevuta l'ambasciata del pellegrino, si è messa in viaggio verso la Siberia, col fedele servo Dimitri e uno jemskik che conduce la trojka su cui viaggia. Per non creare sospetti, la giovane viaggia senza il passaporto, detto podarosnaia, che serve anche per cambiare i cavalli: per questo è partita con cavalli tutti suoi, molto belli e possenti. Nell'attraversare la Siberia riescono a sfuggire a un branco di lupi, ma sono poi fermati e arrestati da una pattuglia di cosacchi in quanto viaggiavano senza documenti e condotti da loro in una tappa; lì Maria, fintasi francese; riesce a fare ubriacare i cosacchi di guardia, e nottetempo mandano incontro ai lupi i cavalli dei cosacchi, in modo che questi ultimi, da loro inseguiti, li trascinino lontano; i cavalli, però, inseguono a loro volta la trojka di Maria, che si trova quindi inseguita dai lupi e riesce a rifugiarsi in una caverna, dove trovano degli orsi da cui si difendono con le armi e il fuoco. I tre scoprono che la caverna ha un'altra apertura, presso cui si trovano i cosacchi che si sono messi all'inseguimento, quindi fuggono affrontando ancora i lupi, ancora minacciosi nonostante si sia fatto giorno; a un certo punto però la trojka si rovescia in una spaccatura apertasi nel ghiaccio, quindi sono costretti a continuare a cavallo e si rifugiano dietro un bastione di ghiaccio, dove incontrano quattro uomini barbuti e vestiti di pelli, probabilmente forzati in fuga. Alleatisi tra loro, i sette riescono a ingannare i cosacchi, chiudendo l'ingresso di una caverna con del ghiaccio: credendo che sia una chiusura naturale, e pensando che i tre siano riusciti a fuggire altrove, i cosacchi se ne vanno. La trojka viene recuperata con l'aiuto dei forzati, ma questi tentano poi di estorcere loro del denaro; i tre li mettono fuori combattimento, ma una volta ripresa la fuga, si imbattono nuovamente nei cosacchi che questa volta riescono ad arrestarli.
Per fortuna di Maria, questi cosacchi sono comandati dal capitano Baunje, che scopre chi è veramente Maria e si offre di aiutarla. La spedizione parte verso le miniere di Algasithal, dove, da un'isba nascosta, assistono al fallito tentativo di fuga di Wassiloff e dei suoi amici. Disposto ad aiutare Wassiloff, Baunje riesce a fargli arrivare il messaggio nascosto nel pane, poi fa in modo che Dimitri e lo jemskik diano fuoco alle costruzioni nei cui pressi Wassiloff è imprigionato: nella confusione che segue, Wassiloff viene liberato insieme a Ivan e all'ingegnere e può finalmente rivedere la sorella; salutato Baunje che resta per aiutare altri sventurati, Segio inizia la fuga insieme a Ivan e all'ingegnere verso il lago Baikal, dove viaggiano di notte per non essere visti, per raggiungere poi la Cina. Durante il viaggio, incontrano una pattuglia di cosacchi, e quando i loro cavalli muoiono stremati, sono costretti a rifugiarsi nella capanna di un lebbroso (i lebbrosi vengono costretti a vivere isolati per paura del contagio): i cosacchi li trovano ma non hanno il coraggio di entrare nella jurta. Scesa la notte, la spedizione approfitta della fitta nebbia per raggiungere la foresta. Il giorno seguente vengono raggiunti dal gruppo dei cosacchi di prima, ma questi vengono messi in fuga, e rimane solo un ispettore delle miniere che aveva minacciato Wassiloff, il quale lo sfida a duello a sciabola e lo uccide. Il giorno seguente, i protagonisti avvistano la frontiera mongola e chiedono ospitalità a una tribù di khalkhas, pastori nomadi mongoli, che hanno varcato la frontiera per far pascolare i loro animali. Il loro capo capisce che sono in fuga dai cosacchi, ma si offre di aiutarli in nome dell'ospitalità. I nostri cercano di varcare la frontiera mischiati ai khalkhas, ma i cosacchi  si insospettiscono, allarmati dalla possibile presenza dei fuggiaschi. Il capo dei khalkhas manda i fuggitivi verso una torre cinese dove si trovano soldati mongoli, poi guida i khalkhas in una sanguinosa battaglia contro i cosacchi: questi ultimi si prendono le donne e le mandrie, ma il trio riesce a ottenere ospitalità nella torre corrompendo le guardie.
Il mandarino che le comanda, però, li fa rinchiudere nella torre e chiama i cosacchi, che così possono arrestare tutti, tranne Ivan che riesce a nascondersi. I prigionieri vengono condotti nel posto di frontiera di Charazainsk, dove Maria torna a fingersi francese in viaggio di studio e dice di avere conosciuto casualmente Wassiloff e l'ingegnere, ottenendo di restare libera con Dimitri e lo jemskik in attesa degli accertamenti. Affittata poi una casa, Maria rivede il capo dei khalkhas, che viene di nascosto avvertito da Ivan che è riuscito a contattarlo, e presso cui Maria decide di recarsi segretamente. Intanto Dimitri, fingendo di volergli essere amico, riesce a estorcere da un maresciallo delle informazioni su come vengono sorvegliati Wassiloff e l'ingegnere. Maria incontra Ivan e gli svela il suo piano: si introdurranno nella prigione vestiti da cosacchi fingendo di avere arrestato Dimitri e poi disarmeranno le poche guardie, mentre i khalkhas forniranno i cavalli per la fuga. Il piano riesce: le guardie vengono sorprese, i prigionieri liberati e tutti si danno alla fuga. Prima di lasciare Charazainsk, vengono raggiunti da un folto gruppo di circa trecento predoni khalkhas, decisi a riprendersi il bestiame rimasto nelle mani dei russi (le donne sono già state liberate). Il colpo riesce, e tutti si dirigono verso la frontiera, ma prima il capo dei khalkhas vuole vendicarsi del mandarino della torre che ha tradito i suoi ospiti: recatisi alla torre, lo costringono alla resa e lo decapitano. Risarciti i khalkhas con tremila rubli, Wassiloff, Maria e Ivan proseguono finalmente per la Cina e alla fine si stabiliscono a Shanghai, dove Maria e Ivan si sposano.

## Edizioni
- Emilio Salgari, Gli orrori della Siberia, Vallardi, 1973,  p. 307.
- Emilio Salgari, Gli orrori della Siberia, Giacomo Caula Editore, 1975.